# Eloy
Eloy este o formație germană de rock progresiv al cărei stil muzical include rockul simfonic și cel spațial, cel din urmă fiind mai prezent pe albumele de început ale formației. În ciuda naționalității și a perioadei de timp, grupul nu este considerat a fi unul de krautrock datorită soundului său care are mai multe în comun cu trupele engleze de rock progresiv cum ar fi Pink Floyd, King Crimson și Yes.

## Discografie

### Albume de studio
| Titlu                                        | Data |
| -------------------------------------------- | ---- |
| Eloy                                         | 1971 |
| Inside                                       | 1973 |
| Floating                                     | 1974 |
| Power and the Passion                        | 1975 |
| Dawn                                         | 1976 |
| Ocean                                        | 1977 |
| Silent Cries and Mighty Echoes               | 1979 |
| Colours                                      | 1980 |
| Planets                                      | 1981 |
| Time to Turn                                 | 1982 |
| Performance                                  | 1983 |
| Metromania                                   | 1984 |
| Codename Wildgeese (soundtrack)              | 1984 |
| Ra                                           | 1988 |
| Destination                                  | 1992 |
| The Tides Return Forever                     | 1994 |
| Ocean 2: The Answer                          | 1998 |
| Visionary                                    | 2009 |
| The Vision, the Sword and the Pyre - Part I  | 2017 |
| The Vision, the Sword and the Pyre - Part II | 2019 |
| Echoes from the Past                         | 2023 |

### Compilații / albume remix / box set-uri
| Titlu                                              | Data |
| -------------------------------------------------- | ---- |
| Rarities                                           | 1991 |
| Chronicles I                                       | 1993 |
| Chronicles II                                      | 1994 |
| The Best of Eloy Vol. I - The Early Days 1972-1975 | 1994 |
| The Best of Eloy Vol. II - The Prime 1976-1979     | 1996 |
| Timeless Passages                                  | 2003 |
| The Legacy Box                                     | 2010 |

### Albume live
| Titlu                               | Data |
| ----------------------------------- | ---- |
| Live                                | 1978 |
| Live Impressions (DVD)              | 2013 |
| Reincarnation on Stage (2 CD + DVD) | 2014 |